# Argentinas Skakforbund
Argentinas Skakforbund (spansk: Federación Argentina de Ajedrez, forkortet FADA) er det nationale skakforbund i Argentina, stiftet i 1948. Forbundet har hovedsæde i Buenos Aires og er medlem af det internationale skakforbund FIDE. Formand er Mario Petrucci.
Formand og næstformand vælges for en 3-årig periode.

## Ekstern henvisning
- Argentinas Skakforbund (FADA) (spansk)